# Río Mayo (Río Patía)
Der Río Mayo ist ein ca. 82 km langer linker Nebenfluss des Río Patía im Südwesten Kolumbiens.

## Flusslauf
Der Río Mayo entspringt auf einer Höhe von etwa 3400 m in der kolumbianischen Zentralkordillere. Das Quellgebiet befindet sich an der Nordflanke des 4175 m hohen Vulkans Las Ánimas im Westen des Nationalparks Doña Juana-Cascabel im äußersten Osten des Departamento de Nariño. Der Río Mayo fließt anfangs 12 km nach Westen. Anschließend wendet er sich 10 km in Richtung Nordnordwest. Die Kleinstadt La Cruz liegt etwa einen Kilometer westlich des Flusslaufs. Der Río Mayo fließt auf seiner restlichen Strecke von etwa 60 km in überwiegend westlicher Richtung. Bei Flusskilometer 55 liegt die Kleinstadt San Pablo am Nordufer des Flusses. Unterhalb von San Pablo durchfließt der Río Mayo die etwa 10 km lange Schlucht Caño de Aguas Negras. Bei Flusskilometer 46 passiert der Río Mayo die etwa einen Kilometer nördlich gelegene Kleinstadt Florencia. Bei Flusskilometer 36 kreuzt die östliche Route der Fernstraße I-25 (Pasto–Mojarras) den Fluss. Auf den unteren 35 Kilometern bildet der Río Mayo die Grenze zum nördlich gelegenen Departamento del Cauca. 1,6 km oberhalb der Mündung überquert die westliche Route der Fernstraße I-25 (Pasto–Mojarras) den Fluss. Dieser mündet schließlich nördlich der Ortschaft Remolino in den von Norden kommenden Río Patía.

## Hydrologie
Der mittlere Abfluss des Río Mayo beträgt 28 m³/s. Das Einzugsgebiet umfasst eine Fläche von etwa 870 km².

## Wasserkraftnutzung
Am Río Mayo befindet sich das Wasserkraftprojekt Hidroeléctrica del Río Mayo. 2 km westlich der Stadt San Pablo, bei Flusskilometer 52, wird der Fluss durch ein Wehr (⊙) auf einer Länge von 700 m gestaut. Am Nordufer des Stausees befindet sich die Wallfahrtskirche Nuestra Señora de la Playa. Vom Stausee führt eine etwa 1,6 km lange Leitung zu einem Wasserschloss (⊙). Von diesem wird das Wasser über eine etwa 400 m lange Druckleitung dem Kraftwerk (⊙) zugeführt. Oberhalb des Wasserkraftwerks fällt der Fluss auf einer Länge von 2 Kilometern weitgehend trocken.